# グラン＝ミュンヒヴァイラー
グラン＝ミュンヒヴァイラー (独: Glan-Münchweiler)はドイツ連邦共和国 ラインラント＝プファルツ州クーゼル郡にある町村。グラン＝ミュンヒヴァイラー連合自治体 (独: Verbandsgemeinde Glan-Münchweiler) の行政庁所在地である。